# 马宫街道
马宫街道，是中华人民共和国广东省汕尾市城区下辖的一个乡镇级行政单位。

## 行政区划
马宫街道下辖以下地区：
马宫社区、深渔村、盐町村、浪清村、新北村、长沙村和金町村。